# Scytodes immaculata
Scytodes immaculata är en spindelart som beskrevs av Ludwig Carl Christian Koch 1875. Scytodes immaculata ingår i släktet Scytodes och familjen spottspindlar.
Artens utbredningsområde är Egypten. Inga underarter finns listade i Catalogue of Life.